# 松平康喜
松平 康喜（まつだいら やすよし）は、江戸時代中期の旗本。

## 経歴
松平康直の子として生まれ、延享2年（1745年）12月5日に遺跡を継ぐ。寛延元年（1748年）1月13日に20歳で死去。

## 系譜
- 父：松平康直
- 母：勝田元邑の娘
- 養子：松平康兼 - 岡部忠藩の次男
- 養子：松平康兼室 - 松平康直の娘